# Aidan Gallagher
Aidan Gallagher (Los Angeles, 18 de setembre de 2003) és un actor estatunidenc, reconegut pel seu paper com a protagonista en la sèrie de Nickelodeon «Nicky, Ricky, Dicky & Dawn», en la qual va interpretar Nicky Harper. També interpreta al personatge Cinc (Five) de la sèrie de Netflix The Umbrella Academy.
També va actuar com a convidat en la sèrie de FOX «Modern Family», quan amb prou feines tenia nou anys.
Fa quatre anys que és vegà i representant dels Estats Units a l'ONU, on hi col·labora com a ambaixador de bona voluntat pel medi ambient.
A més a més, canta i toca la guitarra i el piano. El seu primer senzill s'anomena «Blue neon».

## Primers anys i carrera
Va començar a actuar amb nou anys i va obtenir el seu primer paper professional en un episodi de la sèrie «Modern Family», premiada amb un Emmy.
L'any 2014, Aidan va aconseguir el seu primer paper com a protagonista en la aclamada sèrie de Nickelodeon «Nicky, Ricky, Dicky & Dawn», on interpretava al germà petit de la família Harper, Nicholas «Nicky» Harper.
Va ser coprotagonista en l'episodi pilot de «Jacked Up» i va protagonitzar un curtmetratge anomenat «You & Me».
Va obtenir un paper com a coprotagonista en l'adaptació del còmic «The Umbrella Academy» en la sèrie de Netflix, que es va estrenar el 15 de febrer de 2019, en la qual interpretava al personatge Número Cinc (Number Five).
La seva carrera musical encara no s'ha enlairat oficialment, però a la secció d'IGTV del seu Instagram s'hi pot trobar un vídeo on hi presenta una cançó original titulada «Let's Get Lost». A més a més de ser compositor, Aidan Gallagher també toca la guitarra i el piano.

## Filmografia

### Cinema
| Any  | Títol    | Paper        | Notes        |
| ---- | -------- | ------------ | ------------ |
| 2013 | You & Me | David (jove) | Curtmetratge |

### Televisió
| Any       | Títol                                      | Paper                               | Notes                           |
| --------- | ------------------------------------------ | ----------------------------------- | ------------------------------- |
| 2012      | Modern Family                              | Alec                                | No acreditat                    |
| 2013      | Jacked Up                                  | Evan                                | No emès                         |
| 2014-2018 | Nicky, Ricky, Dicky & Dawn                 | Nicky Harper                        | Protagonista                    |
| 2015      | Ho Holiday Special                         | Ell mateix                          | Pel·lícula de televisió         |
| 2017      | Nickelodeon's Not So Valentine's Special   | Ell mateix                          | Pel·lícula de televisió         |
| 2017      | Nickelodeon's Sizzling Summer Camp Special | Noi a la platja                     | Pel·lícula de televisió (cameo) |
| 2019      | The Umbrella Academy                       | Número Cinc (Number Five) / The Boy | Protagonista                    |

## Premis i nominacions
| Any  | Premi               | Categoria                                             | Feina                                                                                 | Resultat | Referències  |
| ---- | ------------------- | ----------------------------------------------------- | ------------------------------------------------------------------------------------- | -------- | ------------ |
| 2016 | Premis Young Artist | Millor repartiment de joves en una sèrie de televisió | Nicky, Ricky, Dicky & Dawn (Compartit amb Casey Simpson, Lizzy Greene i Mace Coronel) | Nominats | [ 13 ]       |
| 2016 | Premis Kids' Choice | Actor de televisió preferit                           | Nicky, Ricky, Dicky & Dawn                                                            | Nominat  | [ 14 ] [ 1 ] |
| 2017 | Premis Kids' Choice | Actor de televisió preferit                           | Nicky, Ricky, Dicky & Dawn                                                            | Nominat  | [ 15 ] [ 1 ] |